# Kostel Panny Marie pod Skalou
Barokní poutní kostel Panny Marie pod Skalou s dvouvěžovým průčelím od neznámého architekta se od roku 1696 nalézá na levém břehu potoka Žejbro, pod strmou skálou pod vesnicí Skála, místní části města Chrast v okrese Chrudim. Kostel se nalézá v romantickém údolí potoka Žejbro asi 1 km severně od  obce Vrbatův Kostelec. Kostel je od roku 1958 chráněn jako nemovitá kulturní památka ČR.

## Historie
Základy kostelíka pocházejí pravděpodobně již z doby kláštera v Podlažicích, kdy zde stávala kaple svatého Jana Křtitele. V roce 1696 byla kaple péčí královéhradeckého biskupa Františka Kristiána z Talmberka barokně přestavěna a rozšířena.

## Popis
Poutní kostel Panny Marie pod Skalou je jednolodní barokní kostel s půlkruhově uzavřeným presbytářem na východní straně a s polygonálními přístavbami sakristie a kaplí po stranách. Průčelí kostela po stranách doplňují dvě šestiboké věže s pěti prostými okny v nejvyšším patře, před které vystupuje vstupní portál kostela s půlkruhovým oknem ve výši kruchty. Presbytář osvětlují dvě půlkruhová okna.
Kostel je omítnut hladkou vápennou omítkou, valbová střecha lodi a jehlancovité věže jsou kryty eternitovými šablonami. Kostelní loď osvětlují okna v bocích lodi (po každé straně dvě) polokruhovitě zaklenutá. Kolem celého kostela (kromě věží) obíhá profilovaná římsa.
Kostelní loď je plochostropá s dřevěnou kruchtou. Presbytář je zaklenut valenou klenbou na pásech nesenými toskánskými pilastry.
Zařízení kostela pochází z 18 století, na postranních oltářích jsou obrazy svatého Václava a svatého Floriána, díla podlažického rodáka Antonína Machka z roku 1798.

## Galerie

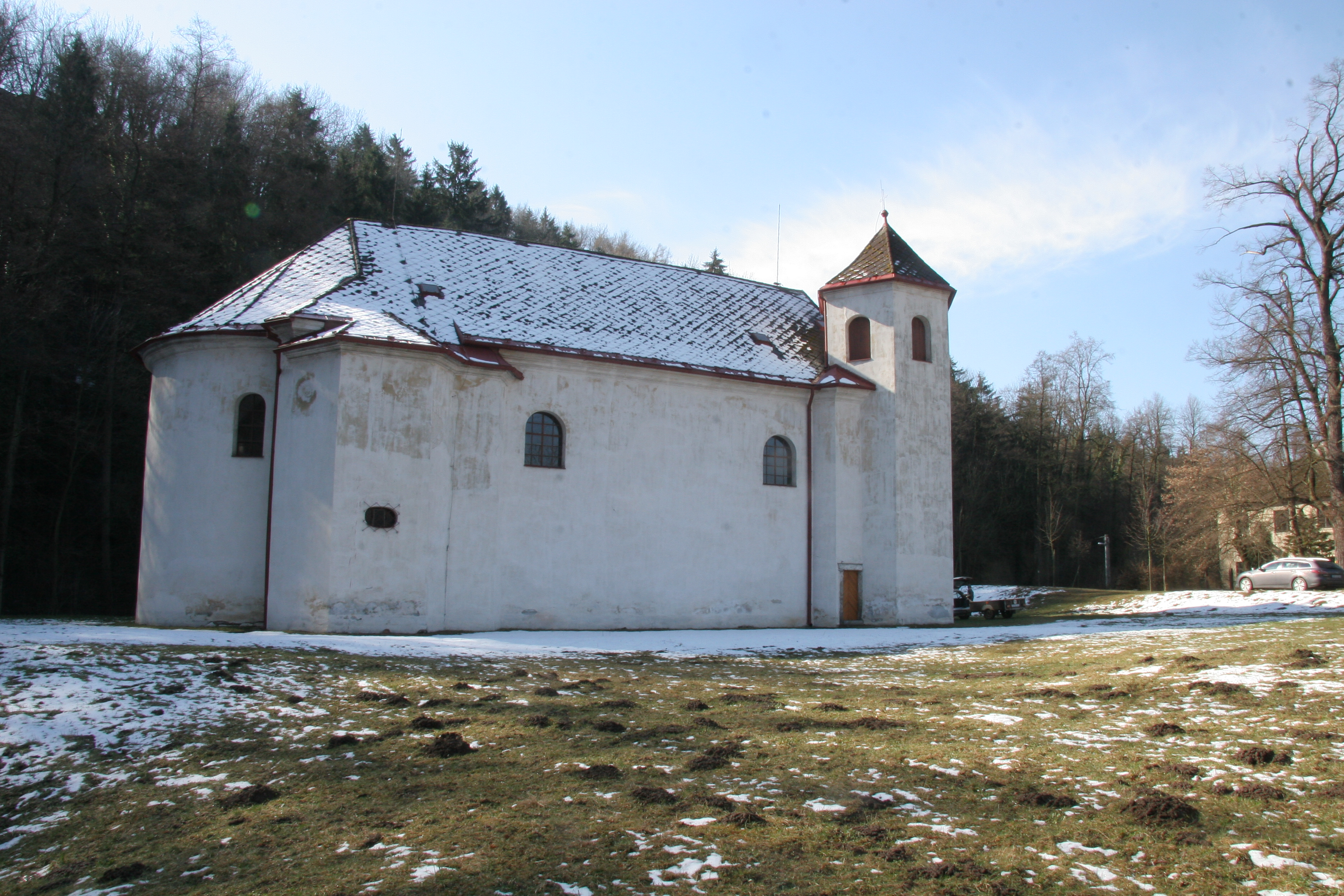
pohled na kostel Panny Marie pod Skalou
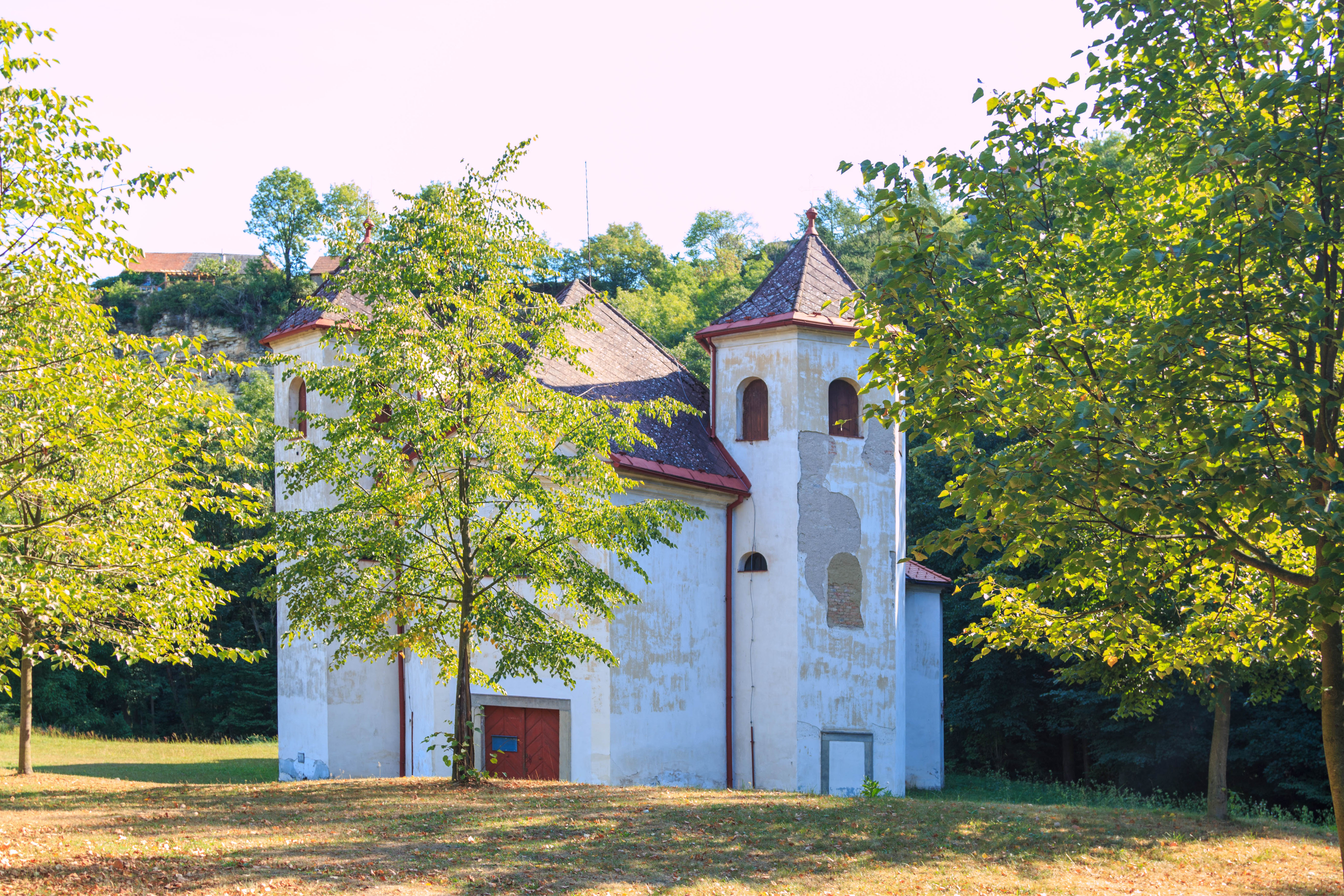
pohled na kostel Panny Marie pod Skalou
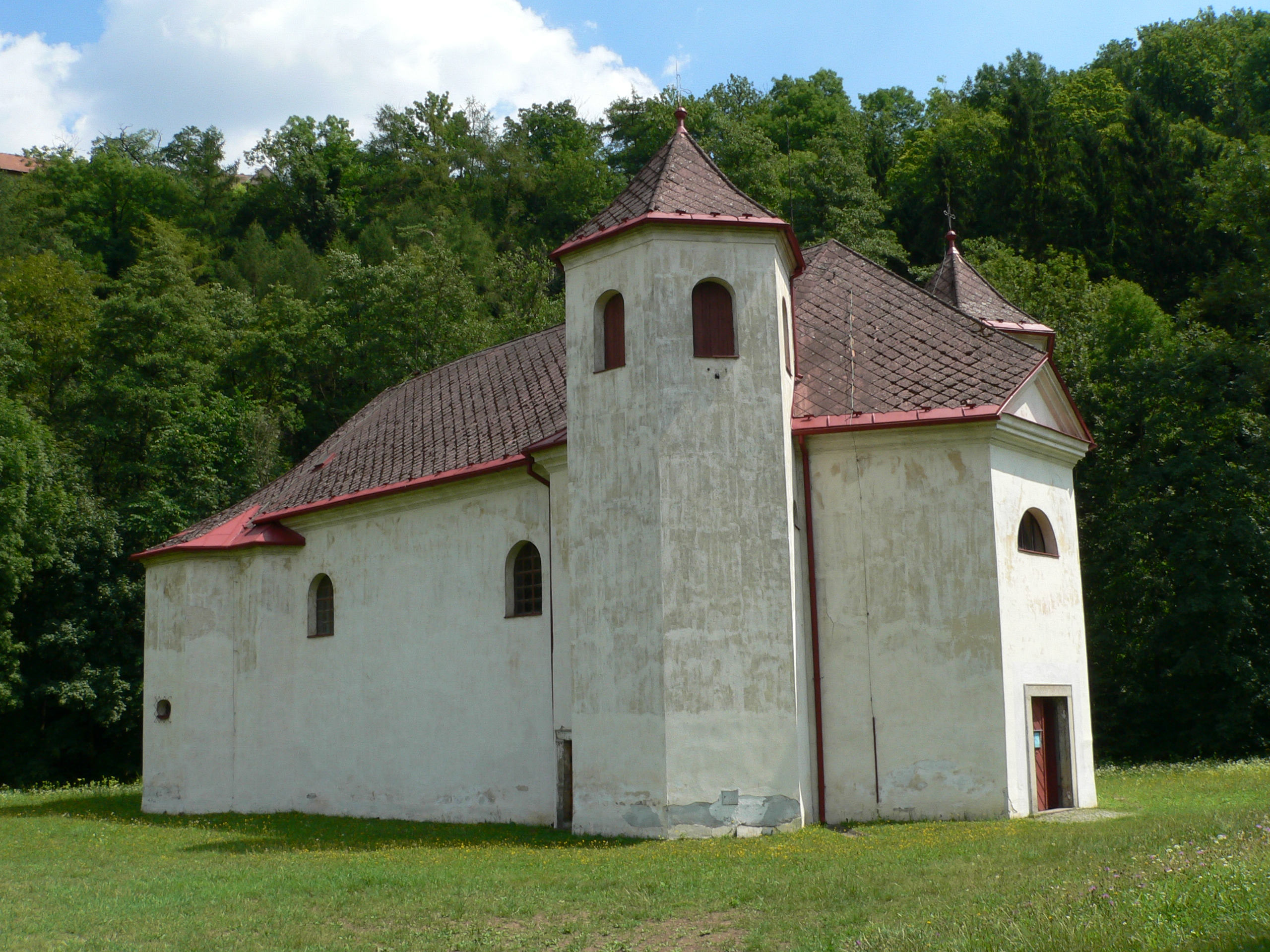
pohled na kostel Panny Marie pod Skalou
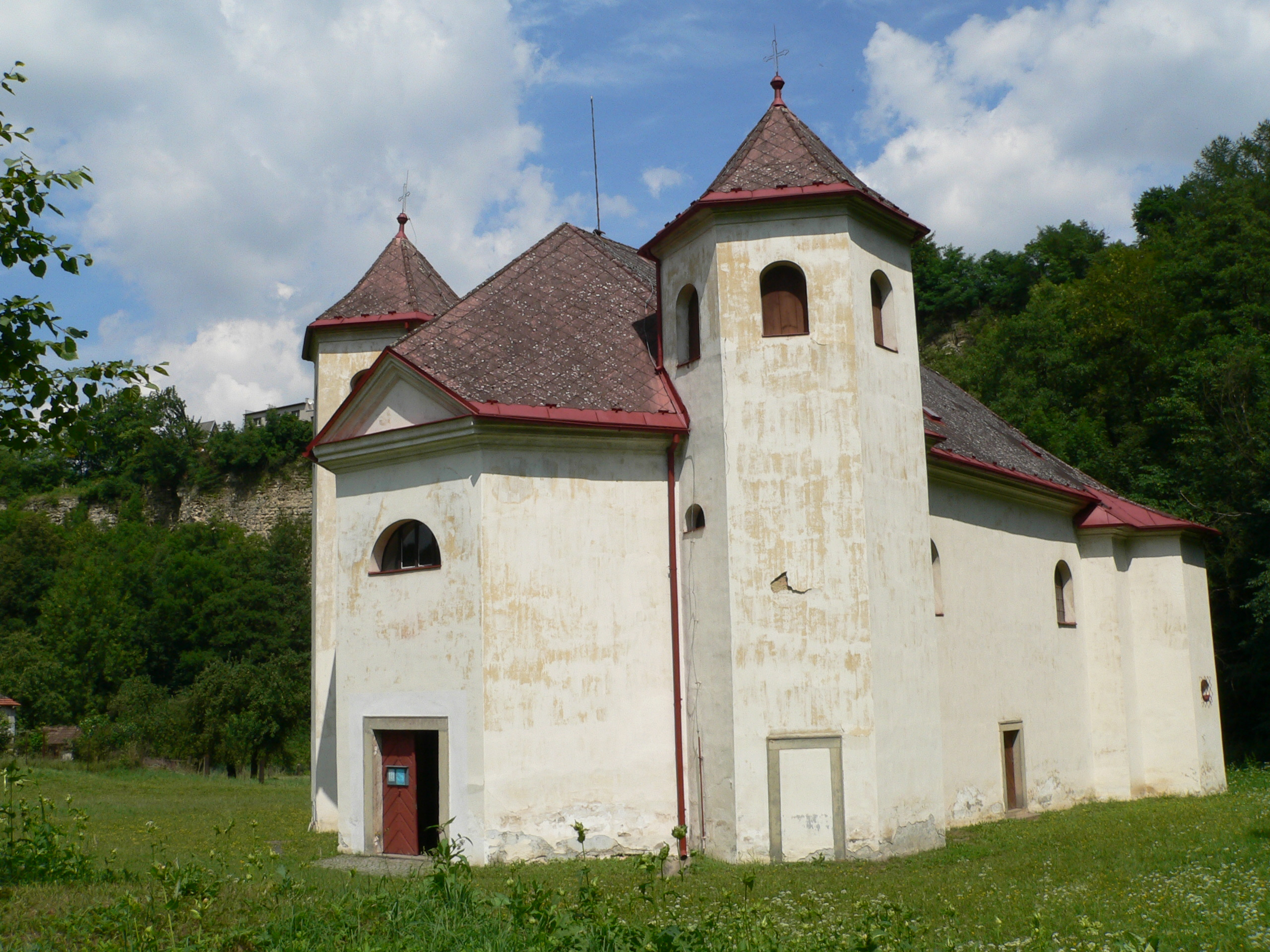
pohled na kostel Panny Marie pod Skalou